# Quận Atchison, Kansas
Quận Atchison là một quận thuộc tiểu bang Kansas, Hoa Kỳ.
Quận này được đặt tên theo David Rice Atchison, thượng nghị sĩ Thượng viện Hoa Kỳ thuộc Missouri. Theo điều tra dân số của Cục điều tra dân số Hoa Kỳ năm 2000, quận có dân số người6. Quận lỵ đóng ở Atchison.